# Науров, Александр Валерьевич
Александр Валерьевич Науров (род. 4 марта 1985, Саратов) — российский хоккеист, нападающий.

## Биография
В детстве непродолжительное время занимался многоборьем. В 10 лет стал заниматься хоккеем в школе «Кристалла», позже перешёл в СДЮШОР ярославского «Локомотива». С сезона 2001/02 стал играть в первой лиге за «Локомотив-2». В сезоне 2004/05 провёл 11 матчей в Суперлиге в составе «Локомотива».
На драфте НХЛ 2003 года был выбран во 4-м раунде под общим 134-м номером клубом «Даллас Старз».
В сезоне 2005/06 играл за «Кристалл» Саратов и «Ариаду» Волжск. В следующем сезоне выступал за финские клубы «Эссят» и «ТуТо», затем уехал в Северную Америку, где играл за команды ECHL «Айдахо Стилхэдз» (2006/07 — 2007/08) и «Бейкерсфилд Кондорс» (2007/08). В дальнейшем играл за команды «Капитан» Ступино и «Белгород» (2008/09), «Лада» Тольятти (2009/10, КХЛ), «Дукла» Тренчин (2010/11, Словакия), «Дизель» Пенза (2011/12 — 2012/13) и «Кристалл» Саратов (2013/14, оба — ВХЛ).
Бронзовый призёр чемпионата мира среди юниоров 2003, проходившего в Ярославле.